# Xã Lick Creek, Quận Van Buren, Iowa
Xã Lick Creek (tiếng Anh: Lick Creek Township) là một xã thuộc quận Van Buren, tiểu bang Iowa, Hoa Kỳ. Năm 2010, dân số của xã này là 469 người.